# Universidade de Marília
A Universidade de Marília (Unimar) é uma universidade privada localizada na cidade de Marília, estado de São Paulo, Brasil. É mantida pela Associação de Ensino de Marília.

## História
Criada em 30 de dezembro, a Associação de Ensino de Marília (AEM) passa a administrar a Faculdade de Ciências Econômicas, ginásio, a escola técnica e o ensino regular do Colégio Dr. Fernando de Magalhães.
Em 1975, a instituição passou a se chamar Faculdades Integradas de Marília e em 1988 através da portaria 261 publicada pelo MEC em 26 de abril, se transforma em Universidade.
No ano de 2013 foi reconhecida pelo MEC como uma das 10 melhores instituições de ensino, entre públicas e privadas, do estado de São Paulo. No mesmo ano o Hospital Beneficente Unimar é certificado como hospital de ensino pelo Governo Federal.
Em 2019, a universidade passou também a atuar na modalidade à distância.